# Heintje Davids
Hendrika David (Rotterdam, 13 februari 1888 – Naarden, 14 februari 1975) was een Nederlandse variétéartieste die vanaf 1907 tot aan haar dood onder de naam Henriëtte Davids carrière maakte als zangeres en bijdehante grappenmaakster. Ze was het bekendst onder de naam Heintje Davids.
Tot haar bekendste liedjes behoren: Zandvoort bij de zee, Draaien en Omdat ik zoveel van je hou (een duet met Sylvain Poons).
Na haar officiële afscheid op 25 september 1954 in Tuschinski – daar traden toen onder meer Wim Kan, Wim Sonneveld, Toon Hermans en Max Tailleur op – maakte Heintje Davids al snel haar comeback. Tot ver in de jaren zestig bleef ze optreden, waarbij ze regelmatig aankondigde dat dit echt de laatste keer was. Op den duur werd het verschijnsel van telkens afscheid nemen en weer terugkomen het heintjedavidseffect genoemd.

## Levensloop

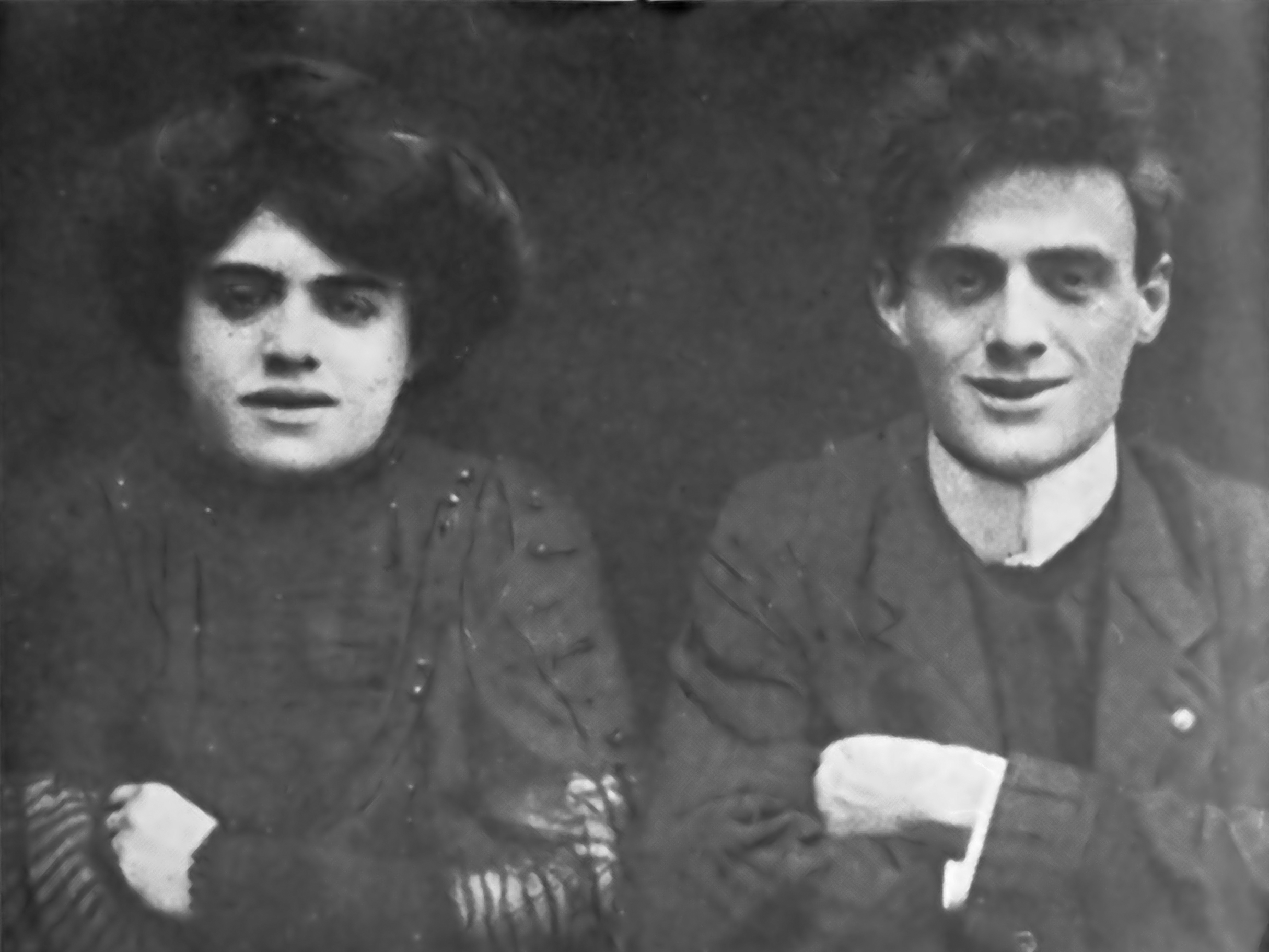
Heintje en Louis Davids

Heintje Davids was de jongste telg uit een Joods Rotterdams gezin. Haar vader Levie David was komiek en caféhouder en haar moeder Francina Terveen was dienster. Zowel haar broers Louis en Hakkie als haar zus Rika traden op als het Familie-theater Davids en gebruikten deze ervaring als springplank voor een theatercarrière. Heintje – klein, dik en bedeeld met een kolderiek aandoend stemgeluid – werd door haar ouders ongeschikt bevonden om aan het familietheater deel te nemen. Overtuigd van eigen kunnen maakte ze vanaf 1907 zelf carrière als komisch revuezangeres. Vanaf 1910 trad ze samen met haar broer Louis op. Nadat Louis zich meer op het cabaret ging richten, viel het duo uiteen. Broer Louis heeft altijd kritiek gehad op de carrière van zus Heintje.
In 1914 trouwde Heintje Davids met de journalist-theatertekstschrijver Philip Pinkhof.
Tot in de Tweede Wereldoorlog trad ze op in diverse revues, in de Hollandsche Schouwburg, en in het Tip Top Theater tussen twee hoofdfilms door. Ze werkte ook mee aan de speelfilmversie van de volksmusical De Jantjes (1934). In september 1942 besloot zij met haar man onder te duiken. Ze zaten op diverse plaatsen ondergedoken en zij was de enige van de Joodse familie Davids die de oorlog overleefde: Rika en Hakkie stierven in Duitse concentratiekampen; Louis was 1 juli 1939 al overleden.
Na de bevrijding bleef Heintje Davids het repertoire van voor de oorlog uitdragen. In 1948 schonk de gemeente Rotterdam haar uit erkentelijkheid voor de verdiensten van de familie Davids voor het theaterleven, een ring die sindsdien bekendstaat als de Louis Davidsring. Tijdens haar officiële afscheid in 1954 gaf ze deze ring door aan cabaretier Wim Kan.
In de jaren vijftig werkte Heintje Davids veel samen met de Amsterdamse moppentapper Max Tailleur in diens cabaretcafé De Doofpot.
Kort na haar afscheid van het podium overleed in 1956 haar echtgenoot en maakte Heintje Davids haar inmiddels legendarische comeback.

## Filmografie
- De Jantjes (1934) - Na Druppel
- Op Stap (1935) - Mevrouw Fortuin
- De Big van het Regiment (1935) - Annemie
- Kermisgasten (1936) - Annie
- Een Koninkrijk voor een Huis (1949) - Heintje Blom

## Discografie (selectie)
- 1922 - Wat een vrouw zich aantrekt (Uit de revue Bezuinigen als je blieft) / Haal nooit iets met je familie aan - 78rpm12"single - Vox - H 10001
- 1922 – Da kommt das Militär / O jé Marie (met Kees Pruis) - 78rpm12"single - Vox - H 10002
- 1934 – Draaien / Omdat ik zoveel van je hou - 78rpm10"single - Cinetone - ?
- 1954 - Afscheidsklanken, deel 1 / Afscheidsklanken, deel 2 - 78rpm10"single - Philips - P 17324 H
- 1959 - Heintje in St. Germain des Prés: Omdat ik zoveel van je hou &  't Is waar (C'est vrai) / Monoloog (Tekst: Tom Manders) & Draaien - 7"EP - His Master's Voice - 7 EGH 184
- 1965 - Adieu / Daar klopt iets niet - 7"single - Franklin D. Roosevelt - R 1002
- 1967 - Mijn laatste plaat - 12"LP - Delta - DKS 1004 (in 1975 heruitgegeven als Haar allerlaatste plaat - 12"LP - Negram - NR 108)
- 1968 - Er is maar één Carré / Naar Carré - 7"single - Polydor - S 1268

## Varia
- In Zutphen is in de "vrouwenbuurt" in de wijk Leesten een plein naar haar genoemd: Heintje Davidsplein. In Leiden is in de wijk Stevenshof een straat naar haar genoemd: Heintje Davidsweg. In Zaandam is in de wijk Westerwatering een straat naar haar genoemd: Heintje Davidspad. In Rosmalen is een straat naar haar genoemd: Heintje Davidsstraat.
- In de cabaretvoorstelling Hier ben ik van Claudia de Breij was het leven van Heintje Davids de rode draad. Suzanne Raes maakte een documentaire Hier zijn wij over de totstandkoming van deze voorstelling.[8]

Heintje Davids (1948-1954) · Wim Kan (1954-1976) · Herman van Veen (1976-2015) · Claudia de Breij (2015-heden)
- Biografisch Portaal: 07567082
- Gemeinsame Normdatei: 1141729687
- International Standard Name Identifier: 0000 0003 9108 8169
- Library of Congress Control Number: no2016095560
- MusicBrainz: 0986ef0d-0c7e-4bff-8965-935fd6c047a6
- Nederlandse Thesaurus van Auteursnamen: 070425310
- Virtual International Authority File: 284882353
- WorldCat: E39PBJbMcbfV4GwPrWDxhD6HYP